# HD 20781
HD 20781 – gwiazda w gwiazdozbiorze Pieca, oddalona od Słońca o około 115 lat świetlnych.

## Charakterystyka
Jej obserwowana wielkość gwiazdowa wynosi 8,44m, czyli nie jest widoczna gołym okiem. Gwiazda ma towarzyszkę odległą o 253 sekundy kątowe, oznaczoną HD 20782, z którą tworzy luźny układ podwójny. Ten składnik także jest żółtym karłem, choć jaśniejszym. Dzieli je w przestrzeni odległość około 9000 au. Obie należą do gromady otwartej Alessi 13.

## Układ planetarny
W 2011 roku odkryto dwie planety krążące wokół tej gwiazdy, o masie bliskiej masy Neptuna. W 2019 roku analiza wykazała istnienie dwóch kolejnych, należących do typu superziemi; mają one masy minimalne równe ok. 1,9 i 5,3 masy Ziemi.
Także gwieździe HD 20782 towarzyszy planeta.